# Herb powiatu gostyńskiego
Herb powiatu gostyńskiego – jeden z symboli powiatu gostyńskiego.

## Wygląd i symbolika
Herb przedstawia na tarczy dzielonej w odwróconą literę „T” w polu pierwszym błękitnym złotą kopułę Bazyliki na Świętej Górze, w polu drugim czerwonym orła z herbu województwa wielkopolskiego, natomiast w polu trzecim srebrnym trzy baszty czerwone przy czym środkowa wieża z podwójnym szeregiem blanków jest większa, a po bokach znajdują się dwie mniejsze wieże, każda ze spiczastym błękitnym dachem (herb Gostynia). 